# 西津桥
西津桥是位于中国浙江省永康市的一座始建于清代的石桥墩木结构重檐廊桥，南北走向，横跨于永康江之上。现为浙江省文物保护单位。

## 历史
最初，西津桥址为浮桥，曰下浮桥，后废。明弘治年间（1488年-1505年）设渡口，名曰“西津渡”。正德九年（1514年）曾修过一桥，后被洪水冲毁。
清康熙五十七年（1718年），僧“知和”募建木桥。雍正初年（1723年后），倡议捐建石桥，为屋覆之。乾隆初年（1736年后），县令张朱梅任上改木为石。嘉庆五年（1800年），再次毁于洪水。 嘉庆十二年（1807年）年重修，建成石桥墩木结构的廊桥，长七十丈，宽一丈五尺，覆屋六十五间。此为现存西津桥之主体。 咸丰六年（1856年），桥身得到修缮。

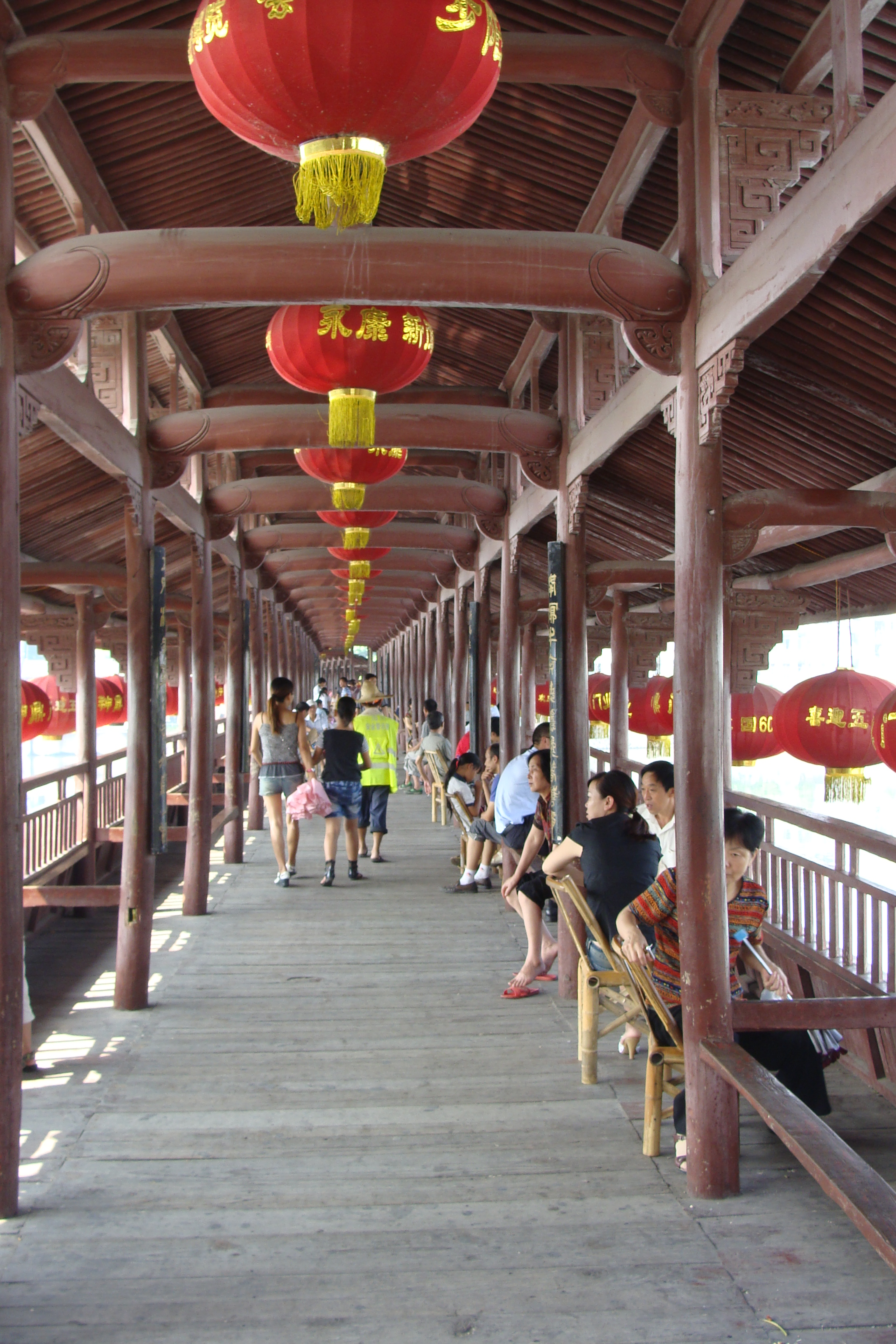
西津桥桥廊

相传民国十一年（1922年）桥的部分木结构桥身曾被洪水冲走。民国十九年（1930年），桥体被大火烧毁，后修缮，拆去二墩三孔。
1950年，西津桥得到修缮。1982年5月，成为县级重点文物单位。1988年至1989年间，再次对桥进行维修。
1997年8月29日，西津桥成为浙江省文物保护单位。 此后，1997年-1998年 和2005年-2006年有两次大规模的维修工作。

## 现状
西津桥现为嘉庆时期的风格，为南北走向的石桥墩木结构重檐廊桥,全长166.4米，共14墩13孔，覆屋58间。 桥屋上檐各柱之间，顺面宽方向每隔一间安有桥櫈。西津桥的北面比南面高约0.42米，呈北高南低的走势。另外，桥身直指上游，弧形向下游微曲，一反“河欲曲，桥务直”的传统思想，在廊桥一头遥望不到另一头，别具一番构思。
桥屋重檐两坡顶，桥楼重檐歇山顶。两端各建有三花山墙桥门和引桥踏跺。 两岸另修建有亭阁。

## 楹联与匾额
西津桥上悬挂有大量的楹联与匾额，出自茅以升、沙孟海等人之手，为桥廊内增添了一份古色古香。

### 楹联

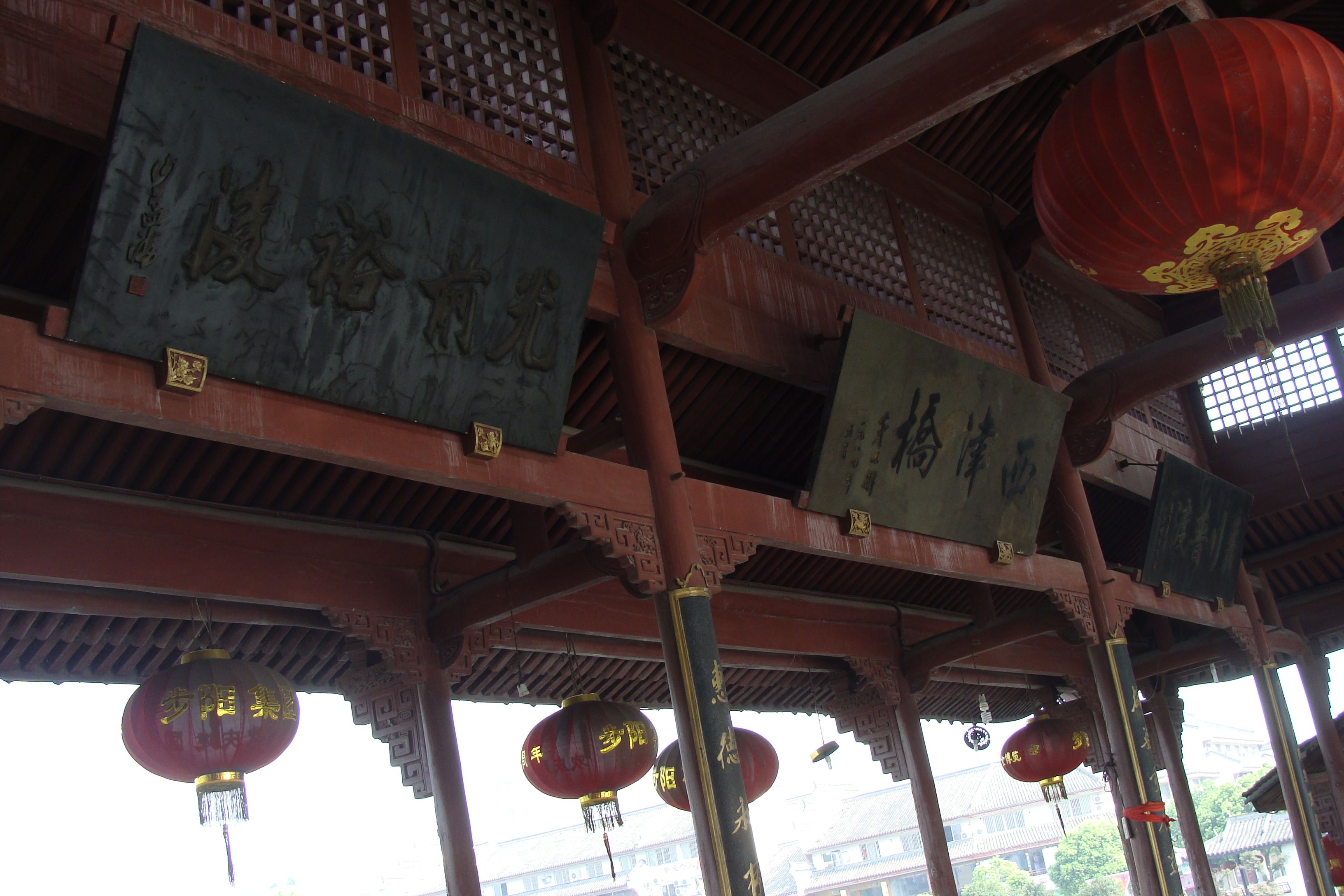
桥亭内匾额（图中从左至右分别为沙孟海、茅以升和陈从周的手笔）

- 桥亭明间东侧北、南上檐柱上分挂：

|                        | 古渡神遊荻葉蘆葦漁帆片片幾聲牧笛聞天外 畫橋重建雕梁朱閣彩輿輪輪兩岸歡歌落樽前 |
| ——落款：「馬世曉書」。 |                                                                               |

- 西侧北、南上檐柱上分挂：

|                        | 惠德永存耀千秋 雄姿重展逢盛世 |
| ——落款：「朱關田書」。 |                               |

- 南北两次间西侧檐柱挂：

|                      | 往事如烟几阅桑田几沧海 遍地似锦半为松石半桃花 |
| ——落款：「劉江書」。 |                                               |

- 桥亭次间东侧上檐挂：

|                        | 天地一水灘聲遠 地湧三山黛色重 |
| ——落款：「姜東舒書」。 |                               |

### 匾额
- 桥亭明间西侧悬「西津橋」「茅以升一九八九年五月」。行书。
- 南次间西侧悬「光前裕後」「沙孟海」。行书。
- 北次间西侧悬「義川普渡」「己已暮春陳從周題」。行书。
- 明间东侧悬「嘉惠萬代」「一九八九年九月毛昭晰書」。隶书。
- 南次间东侧悬「長龍臥波」「成昌题一九八九年八月」。
- 北次间东侧悬：「雙溪流月」「葛東祿一九八九年九月」。

## 碑志

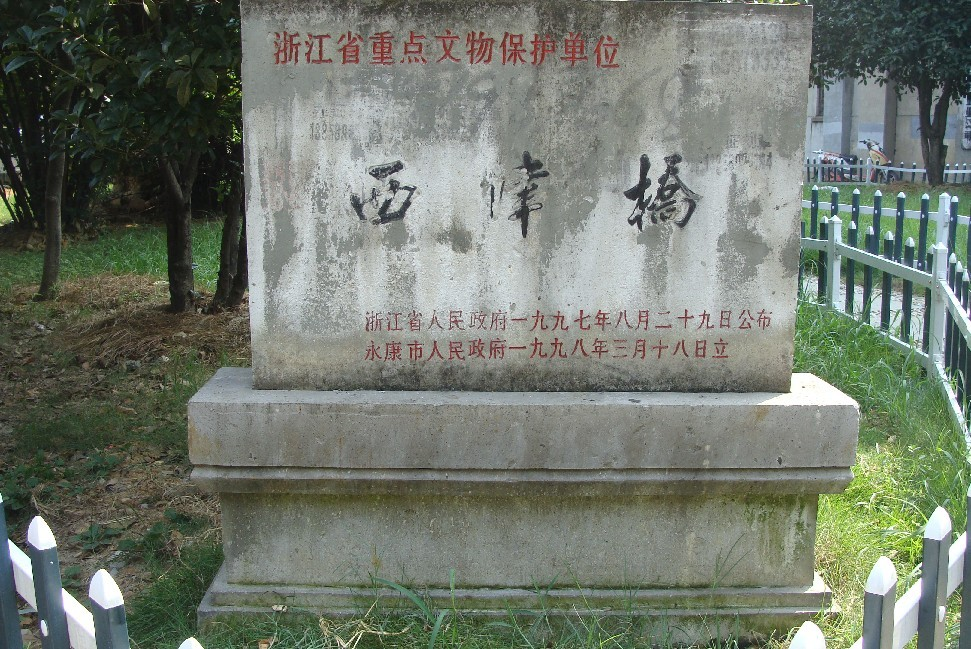
西津桥重修碑志

八十年代永康县政府于西津桥南端西侧立有一块碑志。1998年重修后，桥的南端东侧又新立花岗岩制的碑志一块， 由碑身和碑座组成。碑身尺寸为100mm×70mm；碑座为须弥式，尺寸为20mm×120mm。刻字楷体。

## 民间流传
与永康市相邻的武义县亦有一座与西津桥相仿的姊妹桥，名曰熟溪桥。 民间有传说言，彼时西津桥与熟溪桥同时预建，互邀比试谁人所建更长。建造过程中，武义工人自恃河边宽度占优，便老实砌砖铺木；而永康工人却想方设法，最终将桥建成曲折状。完工后一比较，熟溪桥虽长，一眼便望到了头；而西津桥虽受河道较窄限制的制约，却弯弯曲曲，一眼竟望不到彼端，因而获得了“胜利”。其实，这种传言毕竟没有真实性，熟溪桥的建桥史为早于西津桥的南宋。 但可以从中看出人们对西津桥的热爱。